# Masters of Chant Chapter VI
Masters of Chant Chapter VI – dziesiąty z kolei album zespołu Gregorian. Ukazał się 28 września 2007 roku.

## Lista utworów
1. Guide Me God
2. The Miracle Of Love (Eurythmics)
3. Dreams (Fleetwood Mac)
4. The Circle
5. Mad World (Tears for Fears)
6. Mercy Street (Peter Gabriel)
7. Believe In Me (Lenny Kravitz)
8. One Of Us (Joan Osborne)
9. Who Wants to Live Forever (Queen)
10. Crying In The Rain (The Everly Brothers)
11. Greensleeves
12. Joga (Björk)
13. A Time Has Come
14. Fix You (Coldplay)